# Blabia gemma
Blabia gemma är en skalbaggsart som beskrevs av Martins och Maria Helena M. Galileo 1995. Blabia gemma ingår i släktet Blabia och familjen långhorningar. Inga underarter finns listade.